# 타차라
타차라(페르시아어: تچرا, Tachara) 혹은 다리우스 대왕의 궁전은 이란 파르스주 시라즈에서 북동쪽으로 70km 떨어진 마르브다슈트의 페르세폴리스에 위치한 다리우스 1세의 전용 궁전이다.

## 상세

### 역사

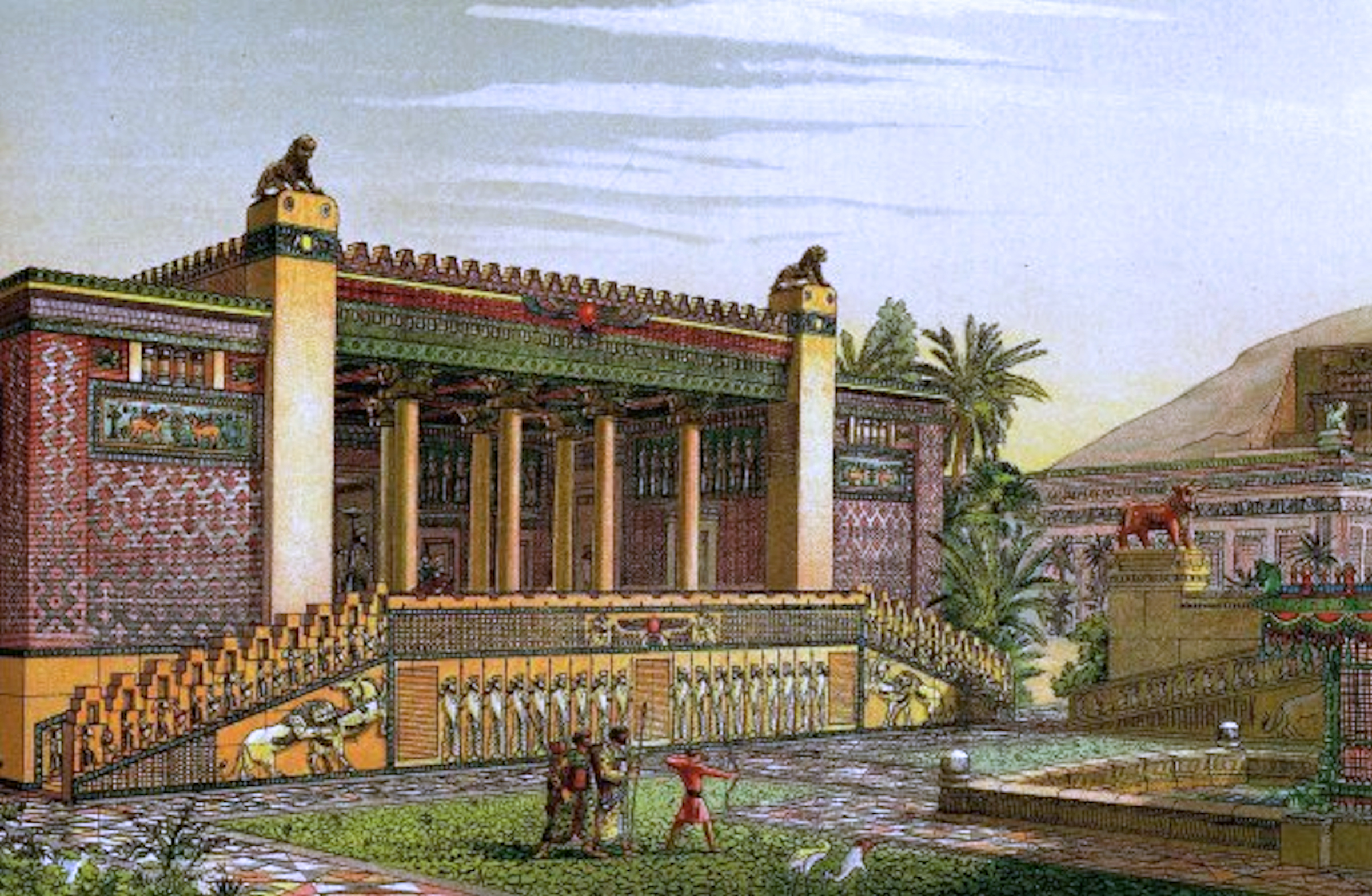
샤를 시피에즈가 그린 타차라의 외관과 주변 정원의 모습

다리우스의 궁전은 아케메네스 제국 (기원전 550년~기원전 330년) 시대에 건설된 궁전으로 그 이름답게 다리우스 1세가 지은 것으로 여겨지지만, 실제로 그의 치세 동안 완공된 것은 전체 가운데 일부에 불과했으며, 486년 다리우스 1세 사후 아들이자 후계자인 크세르크세스 1세가 완공시켰다. 당시 고대 페르시아어로 '겨울 궁전'을 뜻하는 '타차라'라고 불렀다.
기원전 330년 아케메네스 왕조 페르시아의 침공에 나선 마케도니아의 알렉산더 대왕은 자신이 지휘하는 군대가 페르세폴리스를 약탈하도록 눈감았다. 그러나 타차라는 군대의 약탈과 방화를 모면한 몇 안되는 건물 중 하나였다.

### 구조
타차라는 남쪽 방면을 향해 자리잡고 있으며 아파다나와 등지고 서 있는 모습이다. 총면적은 1,160m²로, 페르세폴리스 테라스에 자리한 궁전 건물 가운데 가장 작은 규모다. 그러나 동시에 테라스에 있는 궁전 건물 중 가장 오래된 건물로서 고품질의 회색 석재로 지어졌다.

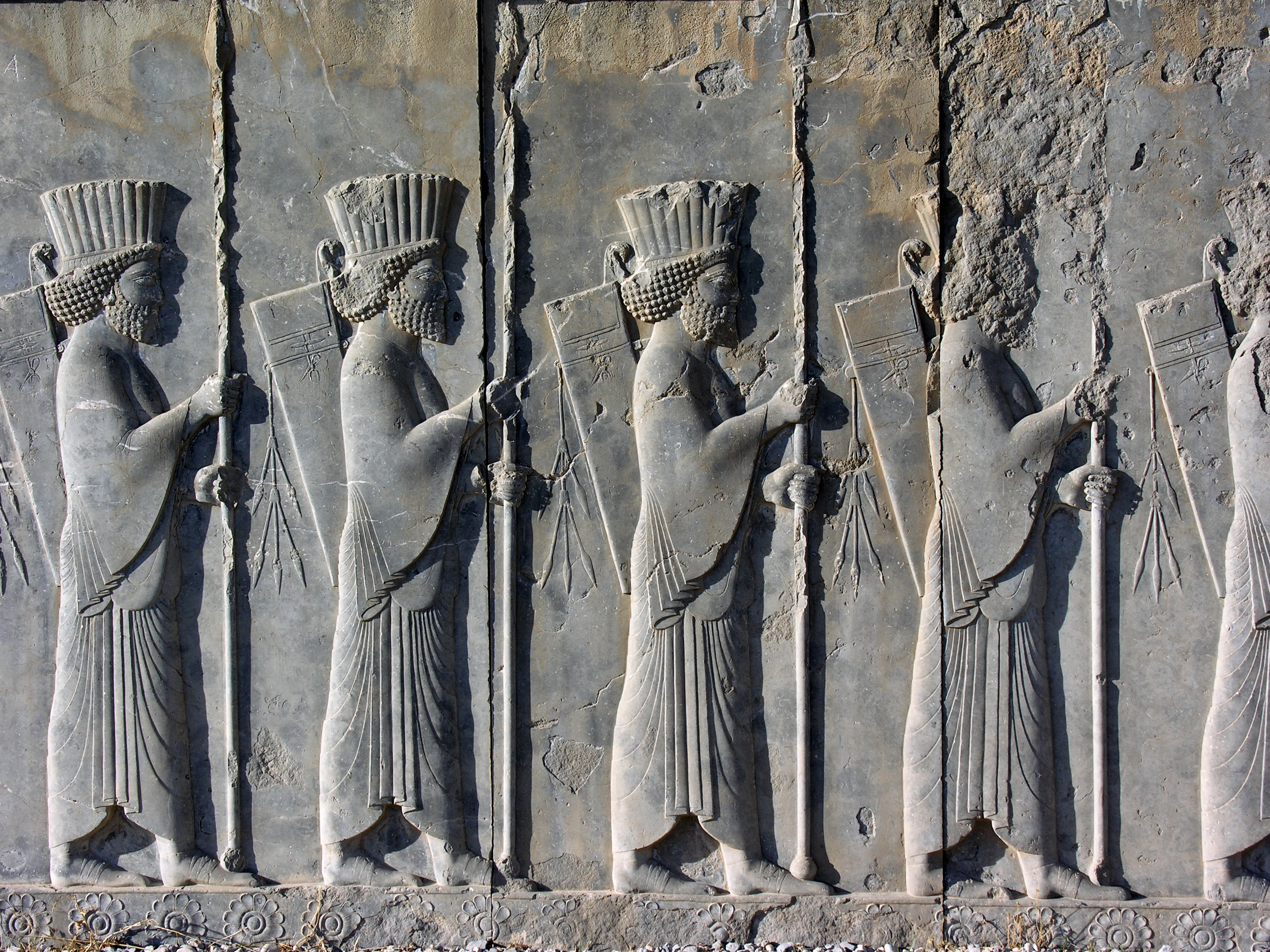
타차라의 부조

중앙실의 크기는 15.15m x 15.42m에 불과하며 4열 3행 구조로 이루어져 있다. 18톤 규모의 큰 돌 블럭 하나에 2.65m x 2.65m x 1.70m 크기의 창 하나를 조각해 내었다. 문틀은 세 개의 분리된 거석으로 만들어졌으며 무게는 75톤에 달한다.
페르세폴리스의 다른 여러 유적과 마찬가지로 타차라에도 조공을 바치는 고위 인사들의 부조로 장식되어 있다. 이중에는 직사형 거대 방패를 든 창병, 수건과 향수병을 든 수행원 내지는 하인, 사자와 괴물을 죽이는 왕의 영웅 등의 조각도 발견된다. 정문에는 금박으로 덮인 왕관을 쓴 다리우스 1세를 묘사한 부조도 새겨져 있다.
타차라는 두 개의 역계단을 통해 남쪽의 중정(中庭)과 연결되어 있다. 훗날 아르타크세르크세스 3세 재위기에 이르러 타차라 북서쪽에 계단을 하나 추가하였는데 새 출입구를 통해 중앙실과 연결되었다. 이 계단의 벽에는 메디아와 페르시아의 옷차림을 한 하인, 수행원, 군인 등의 조각상이 있으며, 비문과 더불어 선물을 나르는 사절단도 새겨져 있다.

## 사진

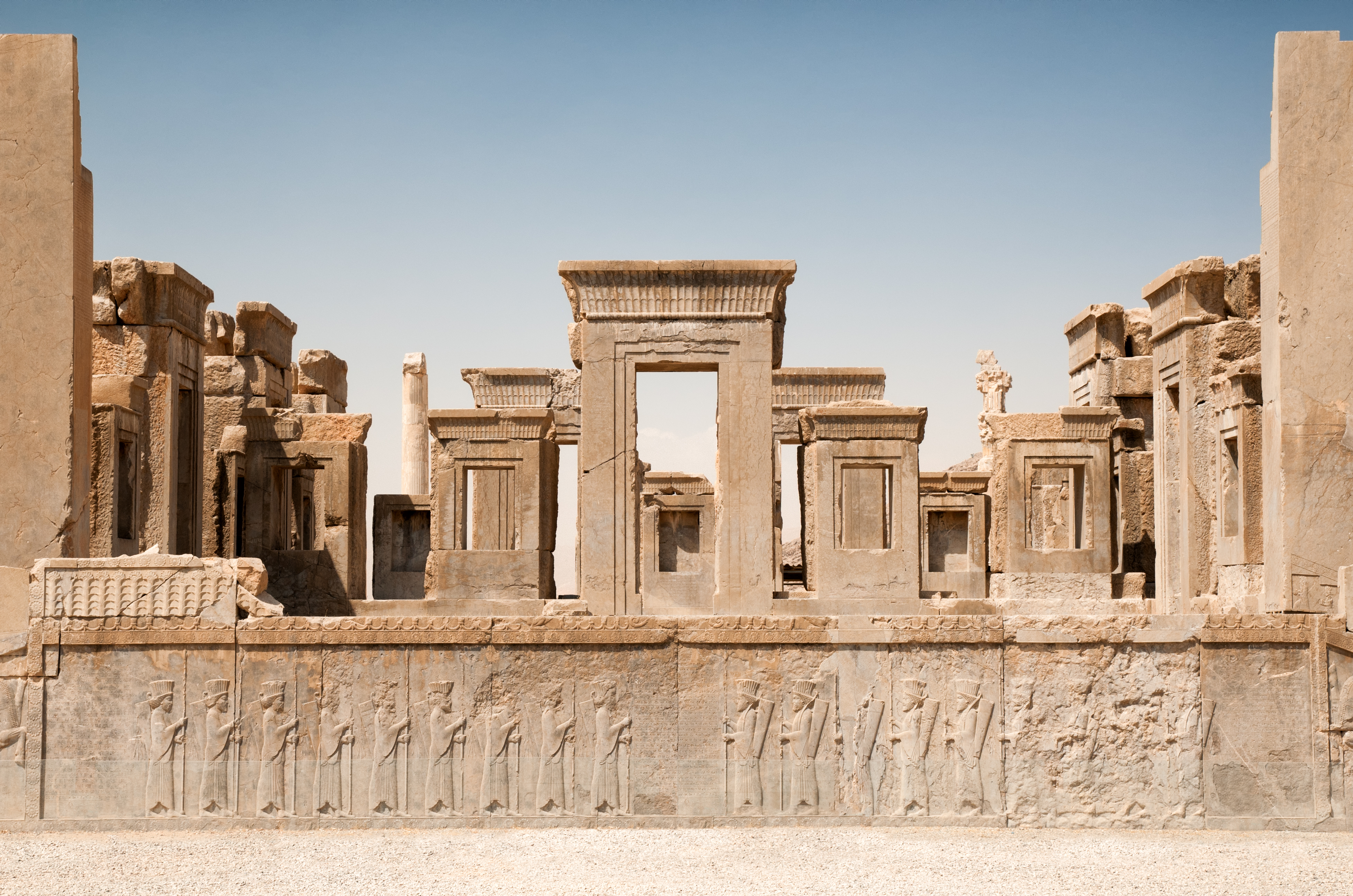
타차라의 전경
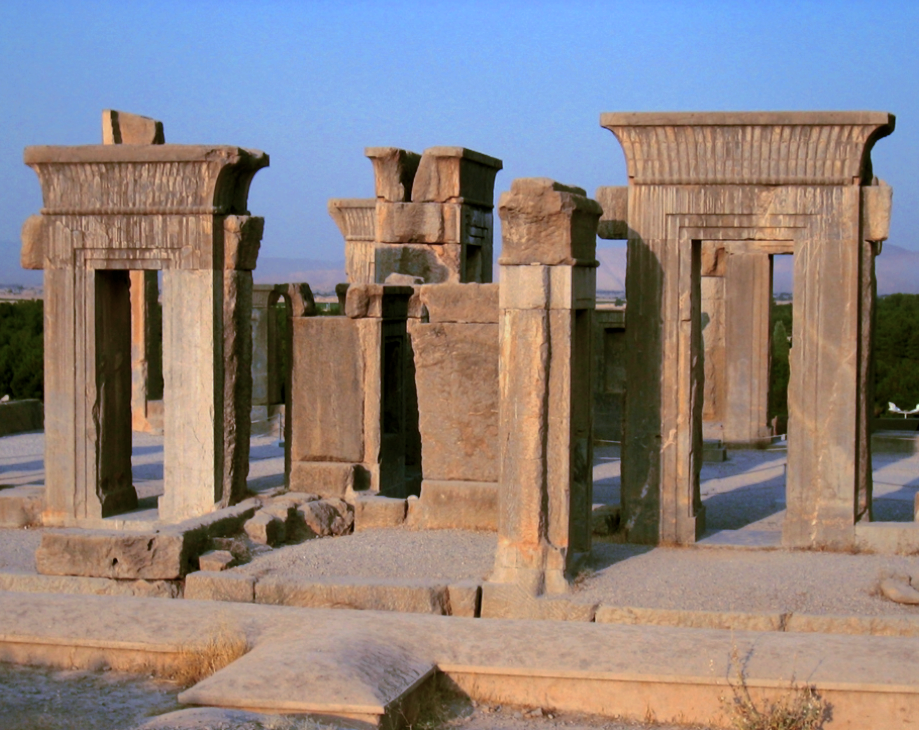
위에서 본 타차라
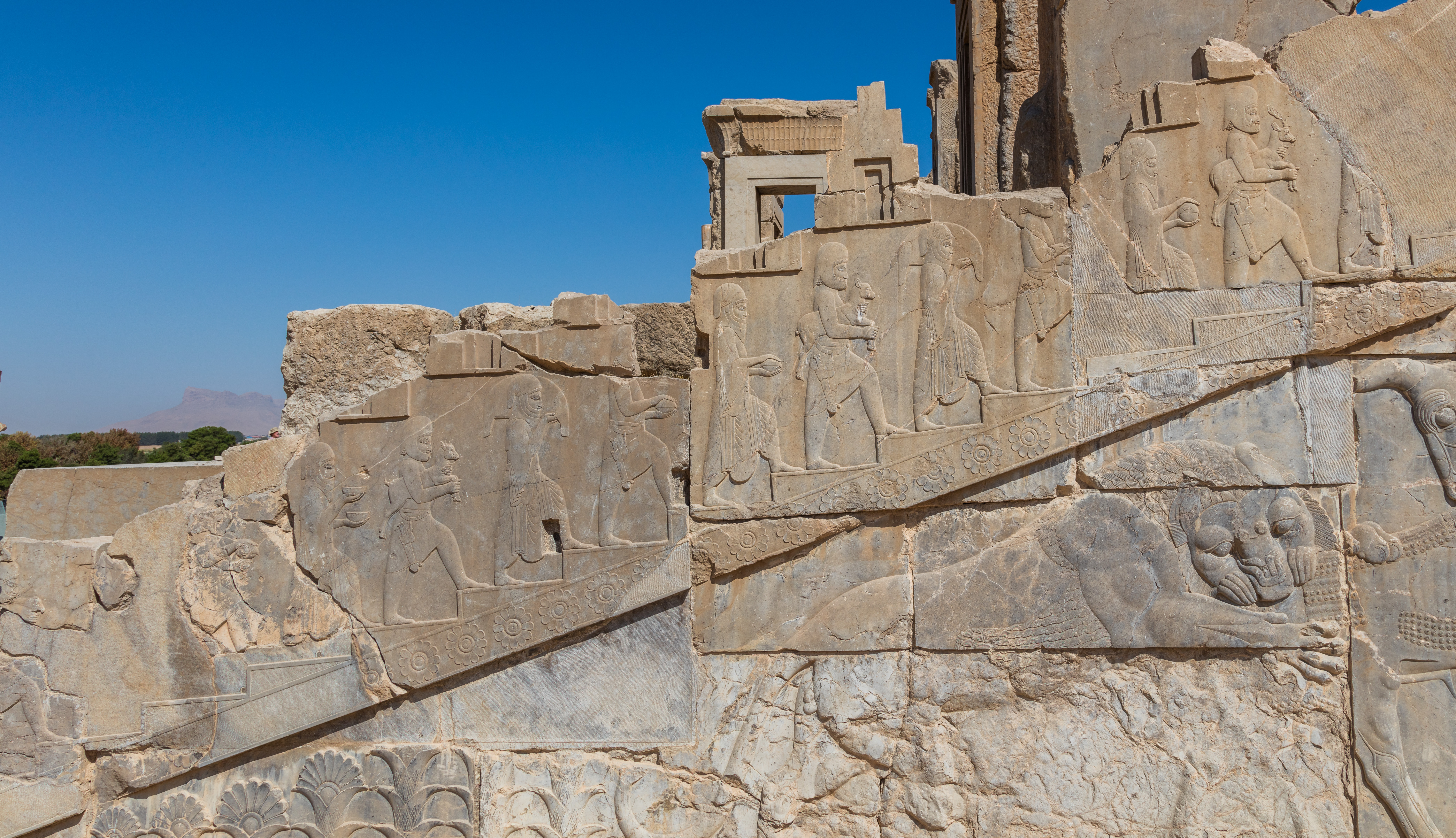
계단의 부조
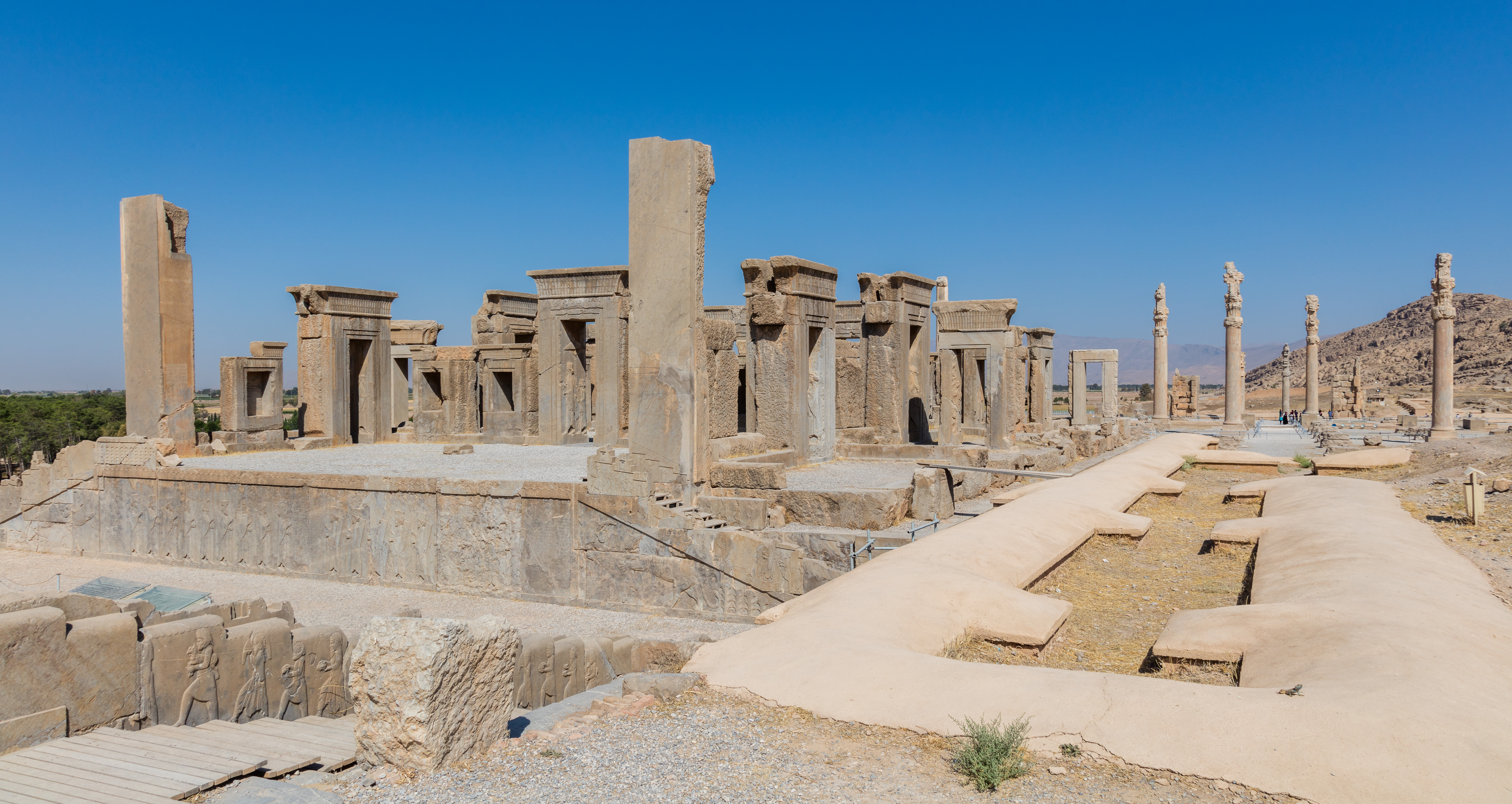
올라간 시점에서 촬영한 풍경
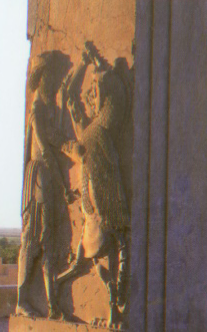
성문 벽에 조각된 사자와 맞서 싸우는 샤리아르
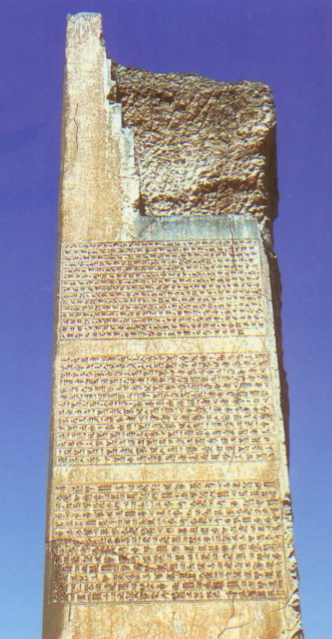
기둥

## 같이 보기
- 아파다나
- 페르세폴리스
- 아케메네스 건축

## 참고문헌
1. ↑  Merrill F. Unger (2009년 6월 1일). 〈Architecture: Persian〉. 《The New Unger's Bible Dictionary》. Moody Publishers. ISBN 9781575675008.
2. 1 2 3 4  Encyclopædia Iranica. 〈The Palace of Darius (the Tačara)〉. 《PERSEPOLIS》.
3. ↑  John Curtis, St John Simpson (2010년 3월 30일). 《The World of Achaemenid Persia: History, Art and Society in Iran and the Ancient Near East》. I.B.Tauris. 233쪽. ISBN 9780857718013.
4. ↑  Penelope Hobhouse (2004). 《The Gardens of Persia》. Kales Press. 52쪽. ISBN 9780967007663.
5. ↑  Ali Mousavi (2012년 4월 19일). 《Persepolis: Discovery and Afterlife of a World Wonder》. Walter de Gruyter. 21쪽. ISBN 9781614510338.
6. ↑  “tachara of darius reconstruction”. 《www.persepolis3d.com》. 2021년 5월 7일에 원본 문서에서 보존된 문서. 2018년 11월 12일에 확인함.